# Dékin
Dékin ist ein Arrondissement im Departement Ouémé im westafrikanischen Staat Benin. Es ist eine Verwaltungseinheit, die der Gerichtsbarkeit der Kommune Dangbo untersteht.

## Demografie und Verwaltung
Gemäß der Volkszählung 2013 des beninischen Statistikamtes INSAE hatte das Arrondissement 8880 Einwohner, davon waren 4431 männlich und 4449 weiblich.
Von den 50 Dörfern und Quartieren der Kommune Dangbo (Ouémé)| entfallen fünf auf Dékin:
1. Affio
2. Aligbo
3. Hounhouè
4. Kodékpémè
5. Togbohounsou